# Ineu (Harghita)
Ineu (Hongaars: Csíkjenőfalva) is een dorp in de Roemeense comună Cârța, district Harghita, Transsylvanië. Het was vroeger een tamelijk groot en belangrijk dorp in de streek, maar verloor in de loop van de tijd zijn belang tegenover zijn naburige dorpen.

## Ligging
Het ligt in het Ciucbekken, op zo'n 20 km ten noorden van Miercurea Ciuc en de rivier Olt.